# Marko Kauppinen
Marko Kauppinen, född 23 mars 1979 i S:t Michel, Finland, är en finländsk före detta professionell ishockeyspelare (back).
I Sverige spelade han för AIK Ishockey, Mora IK och Modo Hockey.